# Эбзеев, Борис Сафарович
Бори́с Сафа́рович Эбзе́ев (карач.-балк. Эбзеланы Сафарны джашы Борис; род. 25 февраля 1950, с. Джаны-Джер, Кызыл-Аскерский район, Фрунзенская область, Киргизская ССР, СССР) — советский и российский юрист и государственный деятель.
Судья Конституционного суда Российской Федерации с 30 октября 1991 по 4 сентября 2008. Президент Карачаево-Черкесской Республики с 4 сентября 2008 по 26 февраля 2011. Член Центральной избирательной комиссии Российской Федерации с 14 марта 2011.
Председатель экспертного совета ВАК РФ по праву с 2013 по 2016. Доктор юридических наук (1989), профессор (1990).

## Биография

### Юность
По национальности — карачаевец. Родился 25 февраля 1950 в селении Джаны-Джер Кызыл-Аскерского района Фрунзенской области Киргизской ССР (ныне в составе Сокулукского района Чуйской области Кыргызстана), куда его семья, как и другие карачаевцы, была выслана в 1943. Вернулся на родину вместе с семьёй в 1957. Окончил среднюю школу № 3 в Карачаевске, затем работал там же плотником-бетонщиком в строительной организации, чтобы заработать стаж для поступления в юридический институт.

### Образование
Окончил Саратовский юридический институт в 1972 году с отличием; во время учёбы был ленинским стипендиатом, аспирантуру этого института окончил досрочно. Кандидат юридических наук (1975; тема диссертации: «Конституционные основы свободы личности советских граждан»), доктор юридических наук (1989; тема диссертации: «Конституционные проблемы прав и обязанностей человека в советском обществе»). Профессор (1990).

### Учёный-юрист
После окончания аспирантуры в 1975—1976 году проходил срочную службу в специальных моторизованных частях милиции; его имя занесено в Книгу почёта Внутренних войск МВД СССР (1976). С 1977 года — секретарь комитета ВЛКСМ (на правах райкома), преподаватель, старший преподаватель, доцент, профессор кафедры государственного (конституционного) права в Саратовском юридическом институте. Являлся заведующим кафедрой прав человека и конституционного правосудия.
Сфера научных интересов — конституционное право, проблемы власти, суверенитета, свободы и прав человека. Автор более 200 научных работ, в том числе 25 книг — монографий, учебников, научно-практических комментариев.

### Законотворческая деятельность
Соавтор следующих законов и законопроектов:
- Проекта Конституции РСФСР, награждённого почётной грамотой Председателя Верховного совета РСФСР и премией Конституционной комиссии Съезда народных депутатов РСФСР (1991)[1][2]
- Проекта Конституции Российской Федерации, принятой 12 декабря 1993[3]
- Конституции Карачаево-Черкесской республики (1991)
- Закона РСФСР «О Конституционном суде»
- Федерального конституционного закона «О Конституционном Суде Российской Федерации»

### Судья Конституционного суда
30 октября 1991 V Съездом народных депутатов РСФСР был избран судьёй Конституционного суда Российской Федерации (его кандидатура была выдвинута представителями республик в составе России). В 1993 был членом Конституционного совещания и его комиссии по доработке проекта Конституции России. Соавтор Федерального конституционного закона «О Конституционном Суде Российской Федерации».
Неоднократно выступал с особыми мнениями по делам, рассматривавшимся судом. По итогам рассмотрения «дела КПСС» (1992 год) особое мнение судьи Эбзеева было в значительной степени посвящено вопросу о критериях признания партии неконституционной, который Конституционный суд отказался рассматривать (одним из важнейших критериев Эбзеев считал права человека). По его мнению, суд слишком поспешно принял решение о признании конституционными указов президента России о прекращении деятельности компартии РСФСР.
В 1995 выступил с особым мнением в связи с решением суда признать конституционными указы Президента Российской Федерации от 1993 и 1994 годов «Об основных положениях военной доктрины Российской Федерации» и «О мероприятиях по восстановлению конституционной законности и правопорядка на территории Чеченской республики». По мнению Эбзеева, цели указов не могли оправдать наступивших в результате их исполнения тяжких последствий. Он считал, что суд должен был рассматривать указы с учётом их практического воплощения.
Имеет высший квалификационный класс.

### Президент Карачаево-Черкесии
В 1999 принял участие в выборах президента Карачаево-Черкесии, но выбыл после первого тура.
30 июля 2008 Президент Российской Федерации Дмитрий Анатольевич Медведев внёс кандидатуру Бориса Эбзеева на рассмотрение Народного собрания Карачаево-Черкесии для наделения его полномочиями президента республики. 5 августа 2008 Народное собрание Карачаево-Черкесии наделило Эбзеева этими полномочиями.
С 16 июня по 18 декабря 2010 — член президиума Государственного совета Российской Федерации.
26 февраля 2011 ушёл в отставку по собственному желанию. Сообщалось, что отставка вызвана тем, что «социально-экономическое положение в Карачаево-Черкесии и меры, которые принимались руководством региона, были недостаточными для выполнения задач, поставленных президентом страны».

### После отставки
С 14 марта 2011 — член Центральной избирательной комиссии Российской Федерации.
В 2013—2016 занимал должность председателя экспертного совета ВАК РФ по праву (являлся членом данного совета в 2006—2008 годах). Активист сообщества «Диссернет» Андрей Заякин обвинил Бориса Эбзеева в том, что он «отказывался видеть совершенно очевидный плагиат и подлог фактических данных» и покрывал практику защиты фальсифицированных диссертаций.
С 3 марта 2016 — вновь член Центральной избирательной комиссии Российской Федерации. 25 декабря 2017 года на заседании ЦИК РФ № 118 представил проект ЦИК РФ с отказом в регистрации инициативной группы по выдвижению Алексея Навального кандидатом в президенты РФ. Член редколлегии журнала «Государство и право» (с 2018).
17 февраля 2021 года постановлением Совета Федерации назначен на очередной пятилетний срок полномочий членом ЦИК России с правом решающего голоса.

## Семья
Женат. Сын — Борис Борисович Эбзеев. Внук — Артур Борисович Эбзеев, внучка.

## Награды
- Медаль «За доблестный труд» (октябрь 1971)
- Орден Почёта
- Заслуженный деятель науки Российской Федерации (22 февраля 2000) — за заслуги в научной деятельности[19]
- Заслуженный юрист Российской Федерации (12 июня 2004) — за активное участие в законотворческой деятельности и многолетнюю добросовестную работу[20]
- Почётная грамота Президента Российской Федерации (12 декабря 2008) — за активное участие в подготовке проекта Конституции Российской Федерации и большой вклад в развитие демократических основ Российской Федерации[21]
- Благодарность Президента Российской Федерации (14 марта 2010) — за большой вклад в социально-экономическое развитие республики и многолетнюю добросовестную работу[22]
- Орден Дружбы (28 апреля 2011) — за многолетнюю добросовестную работу[23]
- Заслуженный юрист Республики Адыгея (24 февраля 2015) — за заслуги в укреплении законности и правопорядка
- Медаль «Слава Адыгеи» (27 октября 2016) — за заслуги перед Республикой Адыгея
- Медаль Столыпина П. А. II степени (29 января 2025) — за многолетнюю плодотворную государственную деятельность[24]

## Санкции
С 9 декабря 2022 года, за поддержку начала Россией военных действий против Украины и организацию референдумов на занятых территориях Украины, находится под санкциями США. Власти страны отмечают что (цитата) «ЦИК России помогал контролировать фиктивные референдумы, проведенные в районах Украины, контролируемых Россией, которые изобиловали случаями явного принуждения и запугивания избирателей». По аналогичному основанию находится под санкциями Украины, Австралии и Новой Зеландии.
18 декабря 2023 года попал под санкции стран Евросоюза как ответственный (цитата) «за организацию незаконных референдумов в 2022 году и незаконных выборов в сентябре 2023 года на оккупированных территориях Украины, пытаясь таким образом узаконить российскую агрессивную войну на этих территориях».

## Труды

### Книги
- Эбзеев Б. С. Конституционные основы свободы личности в СССР / отв. ред. И. Е. Фарбер. — Саратов: СГУ, 1982. — 136 с.
- Эбзеев Б. С., Фарбер И. Е. Советское государство и права человека: конституционные вопросы. — Саратов, 1986. — 180 с.
- Эбзеев Б. С. Конституция, правовое государство, конституционный суд. — Закон и право, 1997. — 349 с.
- Эбзеев Б. С. Комментарий к постановлениям Конституционного Суда Российской Федерации: в 2-х чч. — М.: Юристъ, 2000. — 587 с. — ISBN 5797503506.
- Эбзеев Б. С., Рассолов М. М., Лучин В. О. Теория государства и права: Учебник для вузов. — ЮНИТИ, 2000. — 640 с. — ISBN 5238001460.
- Эбзеев Б. С. Комментарий к постановлениям Конституционного Суда Российской Федерации: Государственная власть. Местное самоуправление. — М.: Юристъ, 2002. — Т. 1. — 587 с. — ISBN 5797503514.
- Эбзеев Б. С., Радченко В. И. Публичная власть и обеспечение государственной целостности Российской Федерации: конституционно-правовые проблемы. — Саратов: СГАП, 2003. — 316 с. — ISBN 5792402256.
- Эбзеев Б. С. Государственное единство и целостность Российской Федерации: конституционно-правовые проблемы. — М.: Экономика, 2005. — 374 с. — ISBN 5282025477.
- Эбзеев Б. С. Человек, народ, государство в конституционном строе Российской Федерации. — Юридическая литература, 2005. — 574 с. — ISBN 5726010426.
- Эбзеев Б. С., Айбазов Р. У., Краснорядцев С. Л. Глобализация и государственное единство России. — Формула права, 2006. — 305 с. — ISBN 5846700411.
- Эбзеев Б. С. Личность и государство в России: взаимная ответственность и конституционные обязанности. — М.: Норма, 2007. — 383 с. — ISBN 5468001195.
- Величко А. М., Эбзеев Б. С., Варлен М. В., Комарова В. В., Лебедев В. А. Конституционное право Российской Федерации. Учебник. — М.: Проспект, 2017. — 455 с. — ISBN 978-5-392-25740-9

### Статьи
- Эбзеев Б. С. Выступление на 1000-м торжественном заседании Государственной Думы Федерального Собрания РФ 23 мая 2008 г. // Журнал Конституционного правосудия. — 2008. — № 3.
- Эбзеев Б. С. Рецензия: Миграция населения — в теоретико-правовом аспекте (Хабриева Т. Я. Миграционное право России: теория и практика) // Журнал российского права. — 2008. — № 5. — С. 161—165.
- Эбзеев Б. С. Конституция Российской Федерации: прямое действие и условия реализации // Государство и право. — 2008. — № 7. — С. 5-15.
- Эбзеев Б. С. Большой учёный, талантливый педагог, масштабная личность Конституционное развитие России // Конституционное развитие России: Межвузовский сб. науч. ст. — Вып. 9. — 2008. — С. 13-21.
- Эбзеев Б. С. Индивидуальное и коллективное в организации социума: объективные основания и отражение в Конституции // Конституционное развитие России: Межвузовский сб. науч. ст. — Вып. 9. — 2008. — С. 37-46.
- Эбзеев Б. С. Высокий профессионал и безупречно честный человек (Об М. М. Абрекове) // Российское правосудие. — 2007. — № 2. — С. 86—93.
- Эбзеев Б. С. Актуализация Конституции России: собирательный образ поправок Президента В. В. Путина и новые смыслы Основного Закона // Государство и право. — 2020. — № 4. — С. 7-24.

## Критика
12 августа 2019 на канале «Алексей Навальный» вышел фильм-расследование, в котором ФБК и Любовь Соболь обвинили Эбзеева Бориса Сафаровича в незаконном обогащении. У Бориса Сафаровича есть внук — Эбзеев Артур Борисович. Именно он, по утверждению Фонда, в 4 года заключил договор купли-продажи и приобрёл квартиру в элитном клубном доме в «Золотой миле» площадью 274,2 м² (сумма сделки не указывается). Рыночная стоимость такой квартиры, по мнению Л. Соболь, оценивается в районе 500 миллионов рублей (возможно в ценах 2019 года). Помимо квартиры в районе Остоженки Артуру Борисовичу принадлежит ещё одна — в Крылатском. После чего, уже 7-летний ребёнок заключил сделку с офшором из Британских виргинских островов и продал квартиру в Остоженке, переинвестировав её в дом на Рублёвке, в поселке Горки-8, о чём свидетельствует выписка на участок (представленные Фондом документы показывают кто был владельцем недвижимости, а не кто заключал договоры купли-продажи). При этом, по мнению незарегистрированного кандидата в Мосгордуму, никто из родственников школьника не мог приобрести данную недвижимость. (В своем расследовании ФБК рассматривает только деятельность Бориса Сафаровича и Бориса Борисовича, финансовая состоятельность остальных родственников не рассматривается).